# Siłwi Kiriłow
Siłwi Kiriłow Petrow, bułg. Силви Кирилов Петров (ur. 17 grudnia 1950 w Sławotinie) – bułgarski lekarz, nauczyciel akademicki i polityk, deputowany, od 2025 minister zdrowia.

## Życiorys
W 1974 ukończył medycynę w Wyższym Instytucie Medycznym w Sofii, w 1981 specjalizował się w zakresie urologii. Kształcił się w Moskwie i Getyndze, doktoryzował się w zakresie nauk medycznych. Uzyskał również magisterium z zarządzania w ochronie zdrowia na Uniwersytecie Gospodarki Narodowej i Światowej. Pracę zawodową rozpoczynał w szpitalu rejonowym w Montanie. Później związany z sofijskim szpitalem uniwersyteckim UMBAŁ „Aleksandrowska”, po 2002 obejmował w nim stanowiska kierownicze (w tym dyrektora wykonawczego). Został również docentem na macierzystej uczelni medycznej. Od 2007 był dyrektorem stołecznego szpitala „Dowerie”. W latach 2011–2013 stał na czele agencji transplantacyjnej. Później kierował funduszem ubezpieczeń zdrowotnych oraz szpitalem „Uni Chospitał” w Panagjuriszte.
Zaangażował się w działalność polityczną w ramach ugrupowania Jest Taki Lud Sławiego Trifonowa. W wyborach z kwietnia 2021, lipca 2021 i listopada 2021 uzyskiwał mandat posła do Zgromadzenia Narodowego. Powrócił do parlamentu w wyniku głosowania z czerwca 2024, z powodzeniem ubiegał się o reelekcję w październiku 2024.
W styczniu 2025 dołączył do nowo powołanego rządu Rosena Żelazkowa, obejmując w nim stanowisko ministra zdrowia.